# Alseodaphne
Alseodaphne es un género con 96 especies de plantas con flores perteneciente a la familia Lauraceae.

## Especies seleccionadas
- Alseodaphne albifrons
- Alseodaphne amara
- Alseodaphne andersonii
- Alseodaphne archboldiana
- Alseodaphne bancana
- Alseodaphne birmanica
- Alseodaphne borneensis
- Alseodaphne dura, Kostermans
- Alseodaphne foxiana, (Gamble) Kostermans
- Alseodaphne garciniaecarpa, Kostermans
- Alseodaphne hainanensis, Merr.
- Alseodaphne macrantha, Kostermans
- Alseodaphne micrantha, Kostermans
- Alseodaphne paludosa, Gamble
- Alseodaphne ridleyi, Gamble
- Alseodaphne rugosa, Merr. & Chun